# Origo gentis
Origo gentis bezeichnet in der Mittelalterforschung die Herkunftsgeschichte einer antiken oder mittelalterlichen gens (Sippe oder Volksstamm).

## Inhalt und historische Funktion derOrigines
Die Origo gentis stellt keine eigene literarische Gattung dar, sondern ist Bestandteil teils recht umfangreicher Werke, die beispielsweise die Geschichte der jeweiligen gens beschreiben. Sie können auch Bestandteil von Heldenepen oder Biografien sein. In den Origines wurden zahlreiche zumeist fiktive, oft allgemeingültige (Topoi)-Elemente vermischt. Im Mittelpunkt der Erzählung steht der Herkunftsmythos des jeweiligen gentilen Verbandes (etwa der Goten, Langobarden, Angelsachsen oder Franken), der zumeist anfangs mündlich überliefert und erst später schriftlich niedergelegt und mit Elementen antiken Bildungsguts angereichert wurde. Neben einer mythisch verklärten Herkunftssage wurden in der Regel auch besondere und für die gens „typische“ sittliche und charakterliche Eigenschaften angeführt. Oft wurde dabei topisch als Ursprung Skandinavien angegeben, da dies die Möglichkeit bot, faktisch nicht nachprüfbare Genealogien zu konstruieren. Ein uralter Stammbaum (wie der wohl fiktive der Amaler) konnte so zusätzliche Legitimität für Herrschaft verschaffen.
„Wandersagen“ spielten in einer Origo oft eine wichtige Rolle: Eine gens wandert aus und erreicht schließlich ein anderes Land, von dem (zumeist mit Gewalt) Besitz ergriffen wird. Bisweilen ist ein historischer Kern vorhanden (wie bei der Einwanderung der Angelsachsen nach Britannien); andere sind rein fiktive Erzählungen. Dies gilt beispielsweise für eine angeblich „trojanische Abstammung“ oder (wie inzwischen die Mehrheit der Forschung annimmt) bei den Goten für ihre Herkunft aus Skandinavien, wofür archäologische Belege fehlen. Die Schilderung der Herkunft der Goten in den Getica des Jordanes (der sich auf die verlorene Gotengeschichte Cassiodors gestützt hat) wird heute meist als topisch-ethnographische Erzählung aufgefasst, in die zahlreiche fiktive Elemente einflossen. Ein recht häufiges Motiv einer Origo war außerdem die sogenannte „primordiale Tat“. Dabei handelte es sich um ein zentrales Ereignis einer gens, wie ein bedeutender Sieg, die Überschreitung eines Gewässers, ein angeblich seit Urzeiten existierendes Königtum göttlichen Ursprungs und andere. Kerngedanke war eine identitätsstiftende Tat bzw. Etablierung einer „neuen Ordnung“, die für die gens fortan galt.
Die Origo konnte als wichtiges Verbindungselement innerhalb einer gens dienen, das die ethnisch ansonsten inhomogenen Verbände zusammenhalten konnte oder erst identitätsstiftend wirkte (siehe auch Völkerwanderung). So wurden diese poly-ethnischen Verbände durch die Herkunftsgeschichte zu einer ideellen Einheit verbunden. Dies spielte eine wichtige Rolle im schwierigen Prozess der spätantiken und frühmittelalterlichen Ethnogenese, wobei die Verfasser der schriftlichen Darstellungen in der Regel gut gebildet waren und oft Kenntnisse der antiken Ethnografie hatten. Beispiele bekannter Herkunftsgeschichten sind etwa die bereits erwähnten Getica des Jordanes (der damit den Goten einen vielen anderen antiken Völkern vergleichbare Geschichte verschaffte) oder die Origo Gentis Langobardorum der Langobarden im 7. Jahrhundert. Die Franken machten sich den bei den Römern durch Vergils Aeneis popularisierten Trojamythos zu eigen. Nach dem Kirchenhistoriker Beda Venerabilis wiederum waren die Sachsen vom britischen König Vortigern nach Britannien gerufen worden und sollen dort mit drei Schiffen unter dem Brüderpaar Hengest und Horsa gelandet sein.
Wichtige Arbeiten zu diesem Thema stammen vor allem von Herwig Wolfram und seinem Schüler Walter Pohl. Beide betonen, dass moderne Vorstellungen von „Ethnizität“ keinesfalls auf antike und mittelalterliche gentes übertragbar sind. Allerdings sind die darauf beruhenden Schlüsse umstritten, siehe beispielsweise die Arbeiten von Walter Goffart. Goffart steht etwa dem Ansatz sehr kritisch gegenüber, dass es Gemeinsamkeiten in Werken gibt, die sich mit den Herkunftsgeschichten befassen. Vielmehr habe jeder Autor mit seiner Darstellung einen eigenen Zweck verfolgt.

## Urheimat-Forschung als moderne Form der origo-gentis-Fragestellung
Die moderne vergleichende Sprachwissenschaft konnte in vielen Fällen Ähnlichkeiten von geographisch weit auseinanderliegenden Sprachen – etwa Latein und Sanskrit – nachweisen. Dieser linguistische Befund wurde bereits im 19. Jahrhundert mit dem Modell eines Stammbaums erklärt, demzufolge Sprachen voneinander abstammen können und Ähnlichkeiten in existierenden Sprachen als Belege für gemeinsame Vorläufer zu werten sind. Dies ließ die Frage nach dem ursprünglichen Verbreitungsgebiet der entsprechenden Vorläufer, sog. Protosprachen, und ihrer Sprecher aufkommen, die in mehreren Fällen mit linguistischen und archäologischen Methoden näherungsweise auch beantwortbar schien (vgl. Urheimat). Ihrer Fragestellung nach entsprechen diese Forschungen weitgehend den antiken und mittelalterlichen Origo-gentis-Überlegungen. Seitens der Linguistik wird heute indes nahezu einhellig akzeptiert, dass Sprachgemeinschaften selten homogen sind und oft keine gemeinsame ethnische oder nationale Identität hatten.